# Gemunde

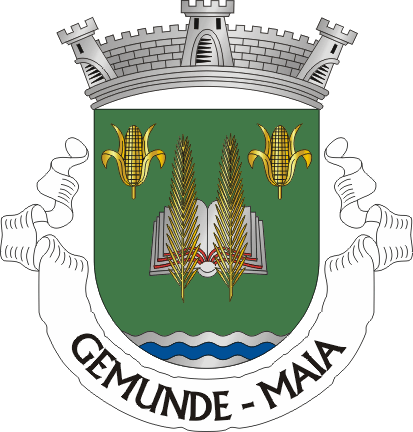

Gemunde é uma povoação portuguesa do Município da Maia que foi sede da extinta Freguesia de Gemunde, freguesia que tinha 5,37 km² de área e 5 215 habitantes (2011), e, por isso, uma densidade populacional de 971,1 hab/km². 
A Freguesia de Gemunde foi extinta em 2013, no âmbito de uma reforma administrativa nacional, para, em conjunto com as Freguesias de Santa Maria de Avioso, São Pedro de Avioso, Barca e Gondim, formar uma nova freguesia denominada Freguesia de Castêlo da Maia.
Gemunde, em conjunto com as vizinhas localidades de Barca, Gondim, Santa Maria de Avioso e São Pedro de Avioso, constitui a vila de Castêlo da Maia.

## População
| População da freguesia de Gemunde | População da freguesia de Gemunde | População da freguesia de Gemunde | População da freguesia de Gemunde | População da freguesia de Gemunde | População da freguesia de Gemunde | População da freguesia de Gemunde | População da freguesia de Gemunde | População da freguesia de Gemunde | População da freguesia de Gemunde | População da freguesia de Gemunde | População da freguesia de Gemunde | População da freguesia de Gemunde | População da freguesia de Gemunde | População da freguesia de Gemunde |
| --------------------------------- | --------------------------------- | --------------------------------- | --------------------------------- | --------------------------------- | --------------------------------- | --------------------------------- | --------------------------------- | --------------------------------- | --------------------------------- | --------------------------------- | --------------------------------- | --------------------------------- | --------------------------------- | --------------------------------- |
| 1864                              | 1878                              | 1890                              | 1900                              | 1911                              | 1920                              | 1930                              | 1940                              | 1950                              | 1960                              | 1970                              | 1981                              | 1991                              | 2001                              | 2011                              |
| 752                               | 766                               | 918                               | 932                               | 1 102                             | 1 178                             | 1 275                             | 1 617                             | 1 913                             | 2 422                             | 2 900                             | 3 504                             | 3 597                             | 4 765                             | 5 215                             |

| Distribuição da População por Grupos Etários | Distribuição da População por Grupos Etários | Distribuição da População por Grupos Etários | Distribuição da População por Grupos Etários | Distribuição da População por Grupos Etários | Distribuição da População por Grupos Etários | Distribuição da População por Grupos Etários | Distribuição da População por Grupos Etários | Distribuição da População por Grupos Etários | Distribuição da População por Grupos Etários |
| -------------------------------------------- | -------------------------------------------- | -------------------------------------------- | -------------------------------------------- | -------------------------------------------- | -------------------------------------------- | -------------------------------------------- | -------------------------------------------- | -------------------------------------------- | -------------------------------------------- |
| Ano                                          | 0-14 Anos                                    | 15-24 Anos                                   | 25-64 Anos                                   | > 65 Anos                                    |                                              | 0-14 Anos                                    | 15-24 Anos                                   | 25-64 Anos                                   | > 65 Anos                                    |
| 2001                                         | 870                                          | 580                                          | 3 125                                        | 640                                          |                                              | 16,7%                                        | 11,1%                                        | 59,9%                                        | 12,3%                                        |
| 2011                                         | 598                                          | 445                                          | 2 104                                        | 557                                          |                                              | 16,1%                                        | 12,0%                                        | 56,8%                                        | 15,0%                                        |

## Património
Conta com a possível rua mais longa de Portugal, a Rua Engenheiro Frederico Ülrich, que atravessa toda a freguesia.
O monumento mais relevante desta freguesia é o Altar da Campa do Preto.